# Блайбург

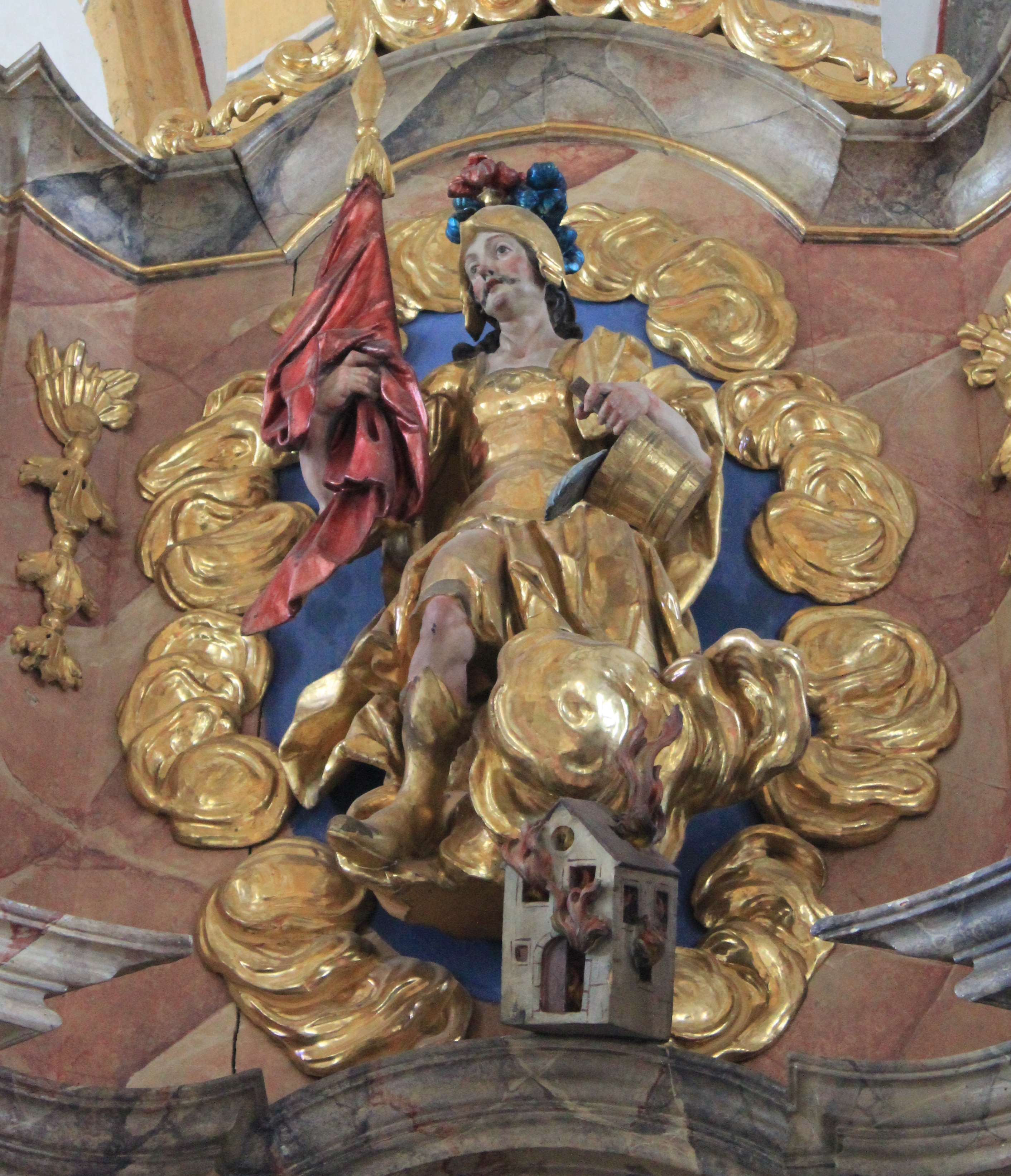
Парафіяльна церква - бічний вівтар - Санкт-Флоріан.

Блайбург (нім. Bleiburg, словен. Pliberk), також Бляйбурґ — місто та міська громада в землі Каринтія (Австрія).
В історії зажив сумної слави місця Блайбурзької різанини 1945 року.

## Виноски
- Офіційна сторінка [Архівовано 2 березня 2018 у Wayback Machine.](нім.)